# Хворостянка (село, Липецька область)
Хворостянка (рос. Хворостянка) — село у Добринському районі Липецької області Російської Федерації.
Населення становить 708 осіб. Належить до муніципального утворення Дубовська сільрада.

## Історія
З 13 червня 1934 до 1954 року у складі Воронезької області. Відтак входить до складу Липецької області.
Згідно із законом від 23 вересня 2004 року № 126-ОЗ органом місцевого самоврядування є Дубовська сільрада.

## Населення
| 1959 | 2010 |
| ---- | ---- |
| 1637 | ↘708 |